# Monique Guay
Pour les articles homonymes, voir Guay.
Monique Guay (27 octobre 1959 - ) est une femme politique québécoise. Elle fut élue en 1993 députée à la Chambre des communes du Canada, représentant la circonscription québécoise de Rivière-du-Nord sous la bannière du Bloc québécois.

## Biographie
Née à l'Île-Bizard, elle est administratrice et femme d'affaires avant d'être élue pour la première fois lors de l'élection de 1993 dans la circonscription de Laurentides. Elle est réélue aux élections de 1997 et de 2000. À la suite de la scission de la circonscription en deux, elle se présente en 2004 dans Rivière-du-Nord, où elle remporte une victoire écrasante. Elle a été réélue dans Rivière-du-Nord en 2006 et 2008. De 2002 à 2004, elle est présidente du caucus bloquiste. De 2004 à 2008, elle est leader parlementaire adjointe du Bloc Québécois. Jusqu'en 2011, elle était porte-parole en matière de Francophonie depuis juillet 2008. En 2011, elle est défaite par le néo-démocrate Pierre Dionne Labelle.